# Lepus othus
Lepus othus (Заєць аляскинський) — вид ссавців ряду Зайцеподібні.

## Поширення
Країна проживання: США (Аляска, Алеутські о-ви). Він займає висоти від рівня моря до приблизно 660 м. Зазвичай займає відкриті тундри.

## Поведінка
Раціон може бути таким же, як у інших арктичних зайців: карликова верба, трави, осока. Ці тварини сутінкові. Вони в основному одиночні тварини, за винятком шлюбного сезону.
Дає один приплід на рік. У середньому 6,3 дитинчат у виводку. Тривалість вагітності становить близько 46 днів.

## Морфологічні ознаки
Загальна довжина становить 56.5-69 см. Вага до 7 кг. Шерсть довга і густа, сіро-коричнева з білим пухнастим підшерстям протягом літа, а взимку тварина повністю біла, за винятком кінчика хвоста і вух, що є чорними всі пори року. Вид кремезний, має дуже сильні ноги з великими кігтями.